# Lorenzo Montúfar y Rivera
Lorenzo Montúfar y Rivera (Ciudad de Guatemala, Primer Imperio Mexicano, 11 de marzo de 1823 -Ciudad de Guatemala, Guatemala, 22 de mayo de 1898) fue un diplomático, político y abogado guatemalteco. Consumado orador y líder, fue partícipe importante del gobierno liberal del general Justo Rufino Barrios; también fue ministro de Relaciones Exteriores de Costa Rica en dos oportunidades y Rector de la Universidad de Santo Tomas. Hacia el final de su vida, fue candidato presidencial por el partido liberal pero perdió en las elecciones contra el general José María Reyna Barrios en 1892.

## Biografía
Fue hijo de Rafael Montúfar y Coronado y María del Rosario Rivera. Se casó en San José, Costa Rica, el 26 de enero de 1851, con María de Jesús Madriz Enríquez, hija de Juan de los Santos Madriz y Cervantes y Paulina Enríquez Díaz Cabeza de Baca. Se graduó de abogado en Facultad de Derecho y Notariado del Centro de la Universidad Nacional de Guatemala.

### Exilio a Costa Rica
Miembro del partido liberal, Montúfar tenía una aversión profunda por el presidente conservador guatemalteco general Rafael Carrera y Turcios y fue de los que más lo combatieron; no obstante, Carrera estimaba a Montúfar y, a pesar de tenerlo siempre al alcance de la mano, nunca le hizo ningún daño. El 5 de julio de 1849 Paredes derogó la prohibición para que Carrera regresara a Guatemala y Joaquín Durán y el doctor Zeceña fueron comisionados para tratar con el general.  Montúfar entonces, aconsejado por Barrundia, abandonó el país con dinero que le prestó Domingo Pineda de Mont.   Cuando Carrera entró a Guatemala el 7 de agosto de 1849 ya nombrado como comandante general de armas de la República, Montúfar y Barundia habían huido a El Salvador.
En El Salvador los recibió el presidente Vasconcelos, muy molesto con los acontecimientos ocurridos en Guatemala en los últimos días y que daban al traste con la unión centroamericana que ansiaban los criollos liberales.  Montúfar empezó a dar clases particulares gratuitamente a los estudiantes de Derecho en San Salvador y se incorporó como abogado en el país sin necesidad de examen.   El 10 y 17 de agosto de 1849 recibió invitaciones para asumir su puesto como diputado en la asamblea guatemalteca, a lo que se negó rotundamente en una nota del 31 de agosto de ese año, sabiendo que sería reducido a prisión por haber firmado el decreto del 13 de septiembre contra Carrera.  En Guatemala los expresidentes liberales Juan Antonio Martínez y Escobar, quienes quedaron en libertad al pagar elevadas fianzas o pedir su destierro.
Por intrigas internas entre los liberales salvadoreños poco a poco se fue enemistando con el presidente Vasconcelos, y viendo que se formaba una expedición contra Carrera desde El Salvador, aceptó la invitación de Bernardo Rivera —hijo de Antonio Rivera Cabezas— quien le dijo: «Desde que murió mi General -Morazán- envainé la espada: vámonos a Costa Rica en la seguridad de que el movimiento que se prepara en El Salvador y Honduras no servirá más que para dar al indio un nuevo triunfo».  Así pues, con dinero que le prestó Rivera, Montúfar salió hacia San Miguel en donde lo recibió el general Gerardo Barrios —quien era gobernador de San Miguel, y a quien conocía pues daba clases de derechos a dos de sus hermanos—   y lo visitó el general José Trinidad Cabañas. Después de varias semanas de espera en el puerto La Unión, pues no había navegación regular entre los países centroamericanos entonces, por fin se embarcaron para Puntarenas.
Montúfar se casó el 26 de enero de 1851 con María de Jesús Madriz, originaria de León, Nicaragua.  En 1855 Montúfar regresó a Guatemala por un asunto de familia y casi de inmediato empezó a hacer comentarios contra los miembros del partido conservador, lo que hizo que Carrera ordenara desterrarlo nuevamente al cabo de pocos días.  Al regresar a Costa Rica, el presidente Juan Rafael Mora lo nombró ministro de Relaciones Exteriores, desde donde organizó el número de combatientes que cada una de las repúblicas debía proporcionar para la Guerra contra los filibusteros de William Walker. Posteriormente fue enviado del gobierno costarricense ante El Salvador, a donde llegó el 20 de febrero de 1857.
Montúfar ministro de Relaciones Exteriores de 1856 a 1857 y de 1870 a 1873 y Rector de la Universidad de Santo Tomás, donde impartió lecciones de Derecho Internacional y otras materias. También desempeñó el cargo de ministro de Costa Rica en la Gran Bretaña.

### Guerra entre Guatemala y El Salvador de 1863

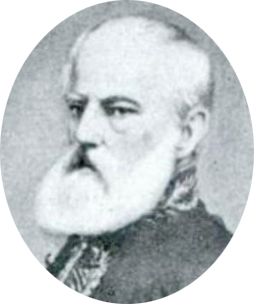
Coronel Antonio José de Irisarri, embajador de Guatemala ante el gobierno de Estados Unidos de 1847 a 1868.

En 1863, el coronel Antonio José de Irisarri, embajador de Guatemala y El Salvador ante el gobierno de EE. UU., dejó de representar a El Salvador, pues se declaró la guerra entre el gobierno liberal de ese país, al mando de Gerardo Barrios, y el conservador de Guatemala, al mando del general Rafael Carrera; los liberales salvadoreños, ansiosos de establecer una federación liberal en toda Centroamérica querían acabar con el régimen pro-catolicismo que imperaba en Guatemala y la acusaron de haber invadido con hordas de forajidos el territorio de Santa Ana en El Salvador.  La guerra se decidió en favor de las fuerzas guatemaltecas lideradas por Carrera, mientras que el conflicto diplomático entre Irisarri, y el doctor Lorenzo Montúfar —guatemalteco liberal que estaba representando los intereses del gobierno de Gerardo Barrios en perjuicio de los del gobierno conservador de Guatemala— dejó para la posteridad sendas cartas públicas que manifiestan la postura histórica y política de sus respectivos partidos y países en ese momento:
- Irisarri, Antonio José de (31 de octubre de 1863). Carta de don José de Irisarri a don Lorenzo Montúfar. Brooklyn, Nueva York.
- Montúfar, Lorenzo (1891). «Contestación de don Lorenzo Montúfar á don Antonio José de Irisarri: publicada en Londres el año de 1863». Club Liberal (2.ª edición) (Guatemala: La Unión).

### Retorno a Guatemala
Con el triunfo de la Reforma Liberal de 1871, regresó a Guatemala. Hábil orador y gran polemista, fue ministro plenipotenciario de Guatemala en Madrid y participó como diputado en la Asamblea Constituyente de 1879 en Guatemala, en la que tuvo destacada participación.
En política se caracterizó por su ideología liberal y su anticlericalismo; perteneció a la Masonería regular, al menos desde 1865,donde se inició en la Logia Caridad 26,fundada por el sacerdote católico y ex-Capellán de 1856, Pbo. Francisco Calvo, conocido como "Ganganelli". En consecuencia, confrontó y tuvo gran desconfianza política del clero conservador, y en particular por los jesuitas de entonces, y contra los que escribió varios libros y documentos.

### Tratado de límites con México
Poseedor de una integridad a toda prueba, siendo Secretario de Relaciones Exteriores del gobierno, defendió la territorialidad de Guatemala frente a la agresividad del general Justo Rufino Barrios, sus ministros y diplomáticos: protestó enérgicamente ante el presidente el hecho de Guatemala entregara Chiapas y Soconusco, y que se viera despojada de miles de millas con la anuencia y regalo de su presidente y ministros mediante el Tratado Herrera-Mariscal.
En 1882 fue nombrado como ministro Plenipotenciario en Washington para tratar el asunto de los límites con México. Cuando llegó Barrios a Washington en 1882 dejó arreglados los preliminares de un arreglo entre México y Guatemala, que se debía firmar en Nueva York, a donde se dirigió después; dejó a Montúfar en Washington a cargo de finalizar los documentos.  Pero Montúfar no estuvo de acuerdo con los términos del tratado -pues se cedía México Soconusco y gran parte de Chiapas- y partió para Nueva York, dirigiéndole a Barrios una nota, que anticipadamente dio a la prensa, indicando que no estaba de acuerdo con e tratado.  Es más, tras sus desavenencias por el tratado de límites con México, el doctor Montúfar envió la siguiente misiva de renuncia al presidente en funciones de Guatemala, general Orantes:
| Señor Presidente de la república de Guatemala, General Orantes: Lorenzo Montúfar, enviado Extraordinario y Ministro plenipotenciario de Guatemala en Washington, D.C., ante Ud. respetuosamente digo que no tengo el honor de estar de acuerdo con el señor general Don J. Rufino Barrios en muchos y muy importantes puntos de la política de Centroamérica, ni me es posible continuar sufriendo por más tiempo el trato que el expresado general da a muchas personas, sin exceptuar a sus más leales servidores. Por tanto, renuncio el cargo de Enviado Extraordinario y Ministro Plenipotenciario y protestando mi lealtad a Guatemala y a Centroamérica, a Ud. pido se digne admitir la renuncia. Nueva York, 2 de agosto de 1882 —Lorenzo Montúfar |

A dicha misiva, el gobierno de Orantes respondió en estos términos:
| Palacio Nacional: Guatemala, 6 de septiembre de 1882 Vista la renuncia que ha hecho el Dr. Lorenzo Montúfar del cargo de Enviado Extraordinario y Ministro Plenipotenciario de Guatemala en los Estados Unidos de América, y los términos en que está concebida, el general encargado de la Presidencia, rechaza los motivos calumniosos en que la funda, reprueba la insidiosa y pérfida conducta que, con notable abuso de confianza ha tenido el Doctor Montúfar, y admite su dimisión - Comuníquese - Rubricado por el señor general encargado de la Presidencia. |

Al conocer su renuncia, el gabinete completo del general Barrios publicó un documento en defensa de la política de Barrios y atacando a Montúfar, llamándolo traidor y calumniador injurioso que estaba tratando de "manchar la alta reputación del general Barrios". Además, muchos otros oficiales del gobierno liberal a nivel municipal e incluso de institutos públicos fundados por Barrios dieron muestras de un profundo servilismo, publicando sendos mensajes de adhesión al dictador liberal, defendiendo el tratado de límites con México -sin importar la gran pérdida de territorio guatemalteco- llamando todos ingrato, traidor e incluso estúpido a Montúfar, alegando que era mejor dejarlo en el olvido por sus injustificados ataques contra el Benemérito general Barrios.  estos documentos quedaron recogidos en el documento llamado La Traición del doctor Lorenzo Montúfar juzgado por los pueblos.  Entonces salieron a la luz supuestos problemas que el Dr. Montúfar habría tenido en sus gestiones como ministro de Estado en Costa Rica y El Salvador: en Costa Rica habría sido acusado de haberse apropiado de forma indecorosa de una valiosa finca- y luego en el gobierno del general Gerardo Barrios en El Salvador habría habido dudas sobre su administración.
Barrios retornó a Guatemala a principios de noviembre de 1882, y fue recibido con nuevas muestras de servilismo, con documentos de adhesión en donde se le feilicitaba por su regreso y por haber llevado a feliz término el tratado de límites con México.
Después de la muerte de Barrios en 1885, el gobierno del general Manuel Lisandro Barillas Bercián -en el que el Padre Arroyo era Secretario de Relaciones Exteriores y de Instrucción Pública- le cerrara las puertas. Así pues, fue rechazado tanto por los liberales como por los conservadores guatemaltecos.

### Elecciones de 1892
Ya en las postrimerías de su vida, y conservando aún toda su energía, se presentó a las elecciones presidenciales de 1892. En este proceso electoral fue la primera vez que los partidos hicieron propaganda en los periódicos de la época. Los canditatos que se presentaron a las elecciones presidenciales fueron:
| Nombre                   | Partido     | Postulado por:                      | Información adicional |
| ------------------------ | ----------- | ----------------------------------- | --- |
| Lorenzo Montúfar         | Liberal     | Club Liberal                        | |
| Francisco Lainfiesta     | Liberal     | No fue postulado por ningún partido | Publicó su plan de trabajo en el Diario de Centroamérica aprovechando la libertad de prensa que existía en el gobierno de Barillas. |
| José María Reyna Barrios | Liberal     | Club 71                             | Eventual triunfador de las elecciones.                                                                                              |
| Miguel Enríquez          | Conservador | Partido Conservador                 | Había sido liberal, pero se convirtió en conservador por la persecución de que fue víctima por parte del gobierno de Barillas.      |
| José Llerena Carranza    | Conservador | No fue postulado por ningún partido | Médico personal del presidente Barillas.                                                                                            |

Barillas Bercián fue un caso único entre todos los presidentes liberales que tuvo Guatemala entre 1871 y 1944: él entregó el poder a su sucesor en forma pacífica. Cuando el período de elecciones se aproximaba, mandó a llamar a los tres candidatos liberales para preguntarles cuál sería su plan de gobierno. Para entonces, Reyna Barrios había regresado a Guatemala y se había lanzado como uno de los candidatos. La siguiente anécdota relata mejor lo que ocurrió entonces:
| Llega el primero el licenciado Francisco Lainfiesta, y el general Barillas, con la más amable de sus sonrisas, le dice: - Licenciado Lainfiesta: usted us uno de los candidatos en las próximas elecciones y quizá el que más probabilidades tiene de triunfar. Yo quisiera saber cuál sería la actitud de usted y su sistema político de gobierno, en caso de obtener el triunfo. Sobre todo, quisiera saber la actitud de usted respecto a mi persona. Porque he cometido mis errores, no lo niego. Yo era un simple obrero entregado a mis labores de carpintería, cuando el general Justo Rufino Barrios me mandó llamar para hacer segundo designado a la presidencia. Desearía, pues, señor Lainfiesta, saber su conducta para conmigo. El señor Lainfiesta respondió: - General Barillas: si la suerte me favoreciese con el triunfo eleccionario, mi sistema de gobierno se basaría en el cumplimiento estricto de la Constitución; la ley sería la ley y todo aquel que haya adquirido alguna responsabilidad, tendrá que responder de ella ante los correspondientes tribunales. Una firme rectitud en el cumplimiento de los preceptos constitucionales será la norma de mi conducta como presidente. - Bien - le dijo el general Barillas, y se despidieron cordialmente. Hizo venir a su presencia al doctor Montúfar. Interrogólo en idéntica forma que al señor Lainfiesta. El doctor Montúfar respondió en iguales o parecidos términos que Lainfiesta, superando sus afirmaciones en lo que a la obediencia de la Constitución se refiere y al cumplimiento estricto de las leyes. Despidiéronse muy diplomáticamente y entró a la audiencia el general José María Reyna Barrios. Cuando en medio de amena conversación, el general Barillas repitió su ya conocida pregunta, Reynita le contestó, con una sonrisa de sinceridad: -De eso no debemos ni hablar, general; porque usted y yo somos lo mismo. Tenga la convicción de que yo sabré respetarle y protegerle. Y se estrecharon las manos con efusión.—Efraín De los Ríos Ombres contra Hombres, 1948 |

Al llegar el período eleccionario, los primeros dos días de votación favorecían a Lainfiesta. Pero al mediar el tercer día, una inmensa columna de indígenas de Quetzaltenango y Totonicapán baja de las montañas para votar por el general Reyna Barrios. Los agentes oficiales hicieron su trabajo: resultó elegido el general Reyna Barrios.
Para no desairar a los candidatos perdedores, Barillas les entregó cheques para cubrir los gastos de sus campañas presidenciales. Reyna Barrios no recibió nada, pero a él Barillas le entregó el mando el 15 de marzo de 1892.

### Masonería
Montúfar fue un masón practicante; hacia el final de su vida fue secretario adjunto del Supremo Consejo Centroamericano residente en Guatemala para el período masónico del 1 de marzo de 1898 y el 1 de marzo de 1903, aunque no pudo ejercer su puesto pues falleció en 1898.

## Muerte
Murió en Guatemala en la madrugada del 22 de mayo de 1898. A pesar de ser un hecho esperado por la ciudadanía, por estar visiblemente enfermo, hubo consternación profunda en el país. Al momento de su entierro se le hicieron grandes manifestaciones, y el gobierno lo alabó en los periódicos oficiales.
Al cumplirse 100 años de su nacimiento, el gobierno de José María Orellana erigió un monumento a su memoria en la Avenida Reforma; el autor de la obra fue el renombrado escultor guatemalteco Rafael Rodríguez Padilla, y esta fue la primera escultura en bronce que se fabricó en Guatemala.

## Obras
Personaje de vasta cultura, fue miembro correspondiente de la Real Academia Española.
- «Reseña histórica de Centroamérica»: en 1920, tras el derrocamiento del licenciado Manuel Estrada Cabrera, el partido unionista -conformado por varios líderes conservadores guatemaltecos- ordenó que se incineraran y destruyeran todas las copias de esta obra, ya que ensalzaba las virtudes -verdaderas y supuestas- de los líderes liberales de América Central-. Incluso, la copia que existía en el Archivo Nacional de Guatemala fue extraída y utilizada para envolver abarrotes en las tiendas.[34]
- «Memorias autobiográficas»:[35]
- «Nociones de derecho de gentes y leyes de la guerra, para los ejércitos centroamericanos», 1893[36]

## Frases célebres
- «Las leyes que determinan las relaciones de los hombres con el Creador, no necesitan de la aprobación del gobierno civil de un pueblo».[37]
- «Para que nuestra obra en política sea sólida y perdurable, preciso es levantarla desde sus cimientos, a fin de que pueda sostenerse por la virtualidad de sus propias fuerzas y no por las falsas ambiciones de los intereses del momento».[38]

## Galería de imágenes

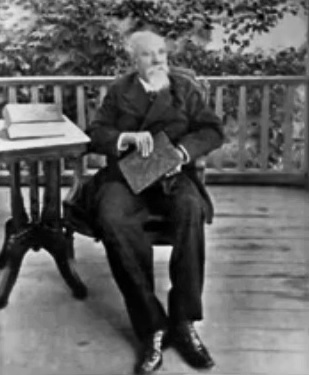
Lorenzo Montúfar en su vejez.
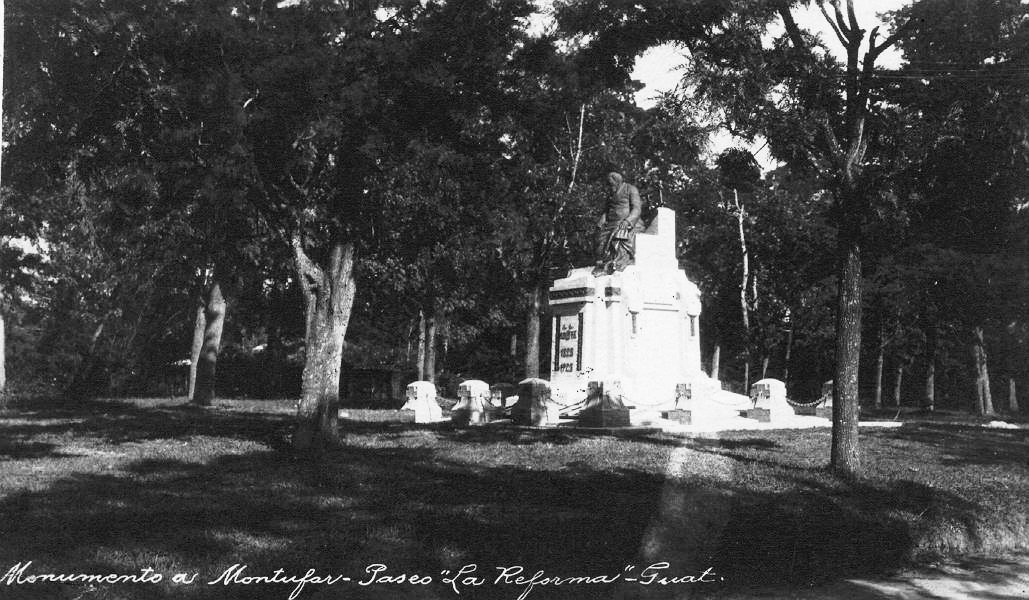
Monumento erigido al Doctor Montufar con motivo del centenario de su nacimiento; obra del escultor guatemalteco Rafael Rodríguez Padilla durante el gobierno del general José María Orellana. Fotografía de 1925.
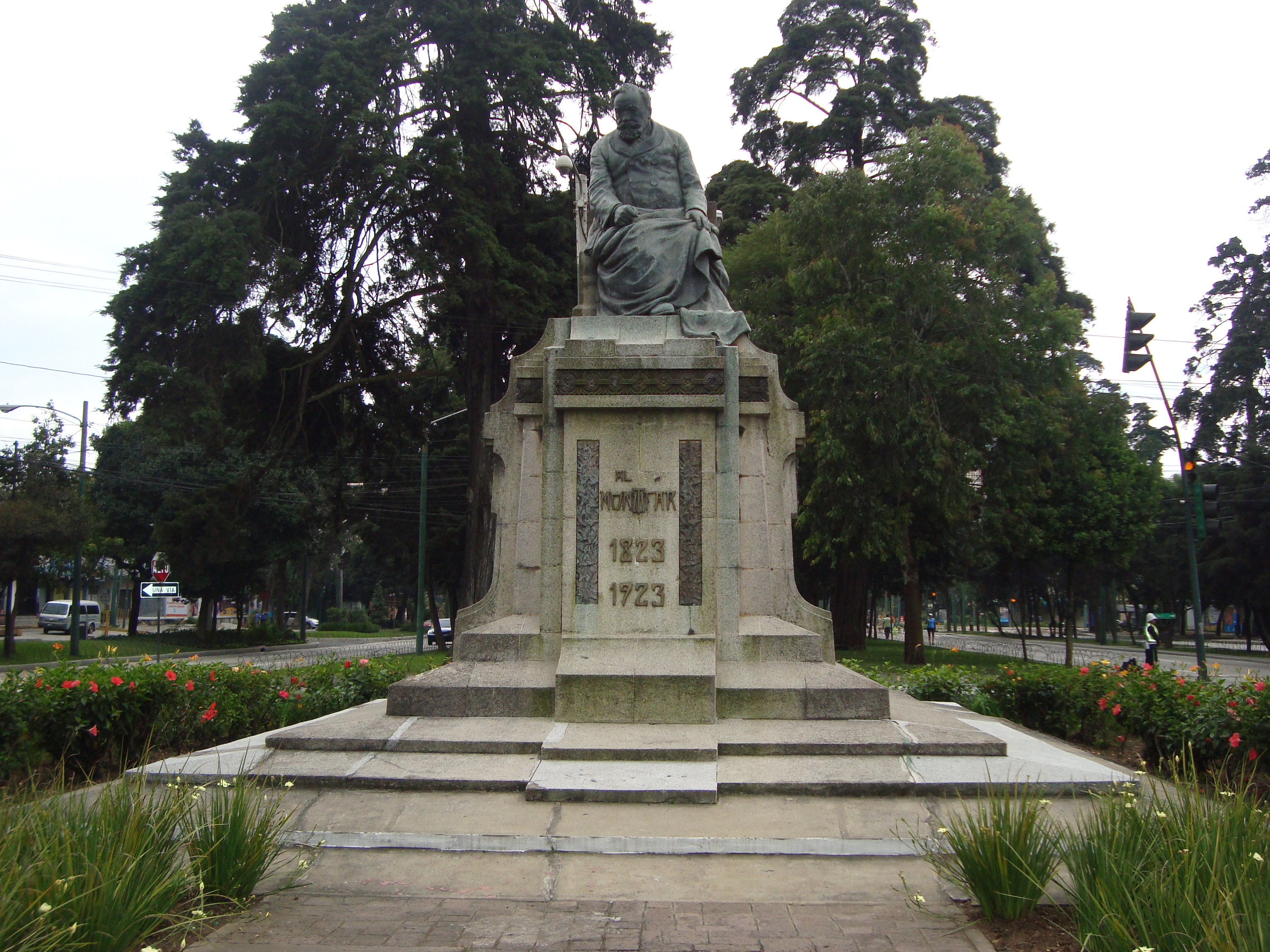
Fotografía del monumento al Dr. Montúfar en 2010; nótese los cambios en el área circundante.
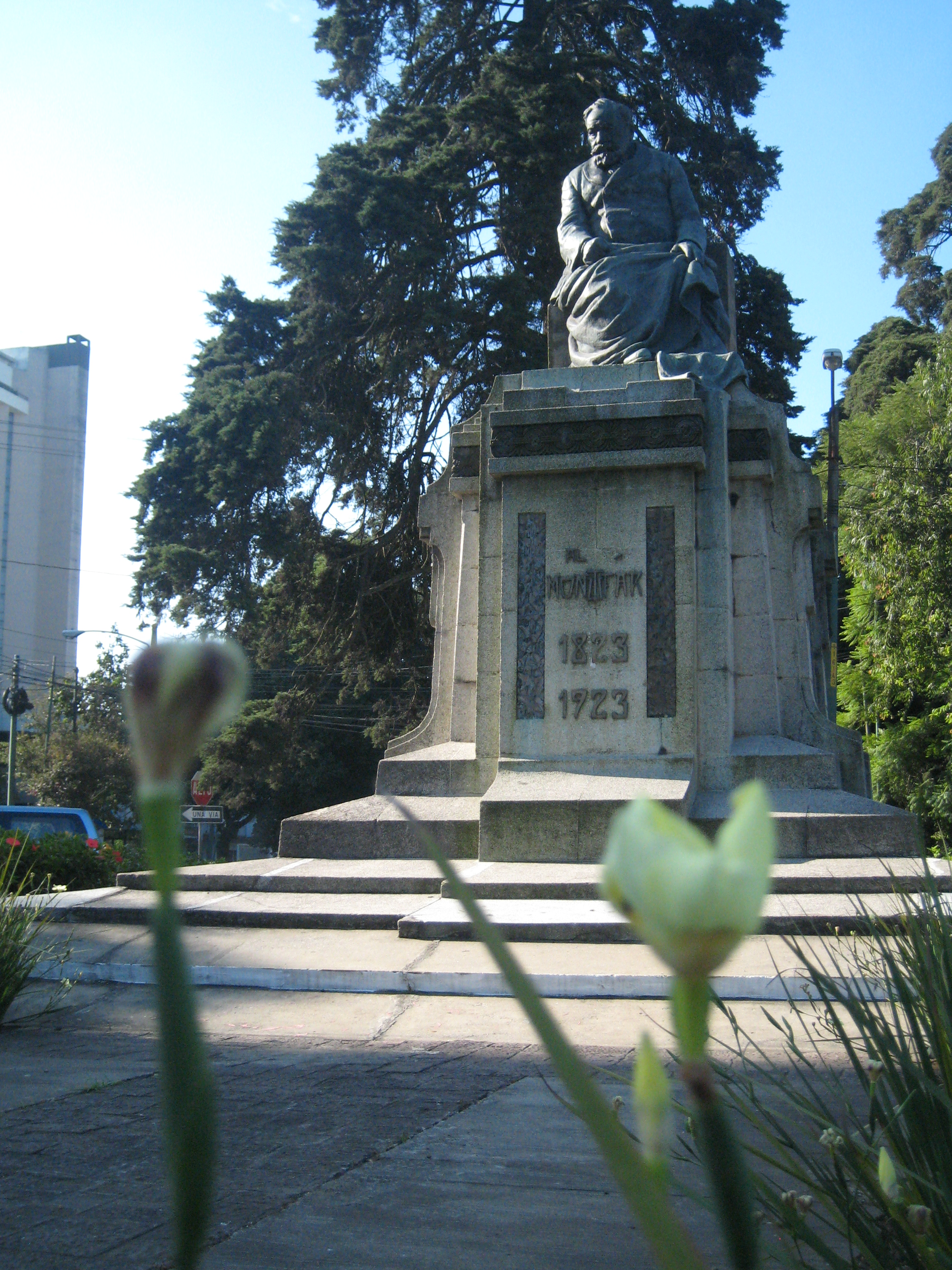
Monumento erigido al Dr. Montufar y Rivera en 2010.

### Obras de Lorenzo Montúfar
- Montúfar, Lorenzo (1893). Nociones de derecho de gentes y leyes de la guerra, para los ejércitos centroamericanos. Guatemala: Tipografía Nacional. p. 294.
- —; Montúfar, Rafael (1898). Memorias autobiográficas de Lorenzo Montúfar. Guatemala.